# Gyrophaena lucidula
Gyrophaena lucidula är en skalbaggsart som beskrevs av Wilhelm Ferdinand Erichson 1837. Gyrophaena lucidula ingår i släktet Gyrophaena, och familjen kortvingar. Arten är reproducerande i Sverige.